# Обернена функція
Обернена функція (обернене відображення) до даної функції f — в математиці така функція g, яка в композиції з f дає тотожне відображення.

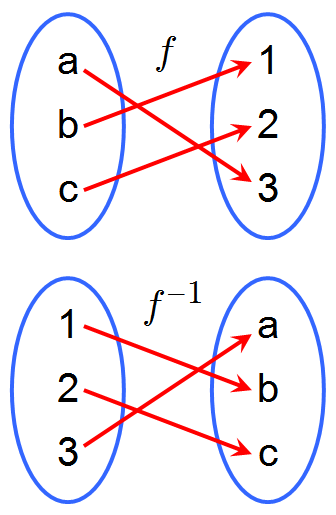
Функція і обернена їй функція. Якщо, то

Нехай f: X → Y та g: Y → X деякі функції (відображення).

## Визначення
Функція {\displaystyle g:Y\to X} називається оберненою до функції {\displaystyle f:X\to Y}, якщо виконані наступні рівності:
- {\displaystyle f(g(y))=y} для всіх {\displaystyle y\in Y;}
- {\displaystyle g(f(x))=x} для всіх {\displaystyle x\in X.}

## Існування
Щоб знайти обернену функцію, потрібно розв'язати рівняння {\displaystyle y=f(x)} щодо {\displaystyle x}. Якщо воно має більше ніж один корінь, то функції, оберненої до {\displaystyle f} не існує. Таким чином, функція {\displaystyle f(x)} обернена на проміжку {\displaystyle (a;b)}тоді і тільки тоді, коли на цьому проміжку вона взаємно-однозначна.
Для неперервної функції {\displaystyle F(y)} виразити {\displaystyle y} із рівняння {\displaystyle x-F(y)=0} можливо тільки в тому випадку, коли функція {\displaystyle F(y)} строго монотонна (див. теорема про неявну функцію). Тим не менш, неперервну функцію завжди можна обернути на проміжках її строгої монотонності. Наприклад, {\displaystyle {\sqrt {x}}}є оберненою функцією до {\displaystyle x^{2}} на {\displaystyle [0,+\infty )}, хоча на проміжку {\displaystyle (-\infty ,0]}обернена функція інша: {\displaystyle -{\sqrt {x}}}.
Якщо композиція функцій f o g = EY, де E: Y→Y — тотожне відображення, то f має назву лівого оберненого відображення (функції) до g, а g - правого оберненого відображення (функції) до f.
Якщо справедливо і f o g = EYі g o f = EX, то g має назву оберненого відображення (оберненої функції) до f і позначається як f-1. Тобто f-1(f(x))=f(f-1(x))=x.

## Приклади
- Якщо {\displaystyle F:\mathbb {R} \to \mathbb {R} _{+},\;F(x)=a^{x}}, де {\displaystyle a>0,} то {\displaystyle F^{-1}(x)=\log _{a}x.}
- Якщо {\displaystyle F(x)=ax+b,\;x\in \mathbb {R} }, де {\displaystyle a,b\in \mathbb {R} } фіксовані постійні і {\displaystyle a\neq 0}, то {\displaystyle F^{-1}(x)={\frac {x-b}{a}}.}
- Якщо {\displaystyle F(x)=x^{n},x\geq 0,n\in \mathbb {Z} }, то {\displaystyle F^{-1}(x)={\sqrt[{n}]{x}}.}

Не слід плутати позначку f-1 з позначенням степеня.
Наприклад, для функції, визначеної як f(x) → 3x + 2, оберненою функцією буде x → (x - 2) / 3. Це часто записується як:
{\displaystyle \ f\colon x\to 3x+2}
{\displaystyle \ f^{-1}\colon x\to (x-2)/3}

## Властивості
- Областю визначення {\displaystyle F^{-1}} є множина {\displaystyle Y}, а областю значень множина {\displaystyle X}.
- При побудові маємо:

{\displaystyle y=F(x)\Leftrightarrow x=F^{-1}(y)}
або
{\displaystyle F\left(F^{-1}(y)\right)=y,\;\forall y\in Y},
{\displaystyle F^{-1}(F(x))=x,\;\forall x\in X},
або коротше
{\displaystyle F\circ F^{-1}=\mathrm {id} _{Y}},
{\displaystyle F^{-1}\circ F=\mathrm {id} _{X}},
де {\displaystyle \circ } означає композицію функцій, а {\displaystyle \mathrm {id} _{X},\mathrm {id} _{Y}} — Тотожні відображення на {\displaystyle X} і {\displaystyle Y}.
- Функція {\displaystyle F} є оберненою до {\displaystyle F^{-1}}:

{\displaystyle \left(F^{-1}\right)^{-1}=F}.
- Нехай {\displaystyle F:X\subset \mathbb {R} \to Y\subset \mathbb {R} } — бієкція. Нехай {\displaystyle F^{-1}:Y\to X} її обернена функція. Тоді графіки функцій {\displaystyle y=F(x)} і {\displaystyle y=F^{-1}(x)} симетричні відносно прямої {\displaystyle y=x}.

## Розкладання в степеневий ряд
Обернена функція аналітичної функції може бути представлена у вигляді степеневого ряду:
{\displaystyle F^{-1}(y)=\sum _{k=0}^{\infty }A_{k}(x_{0}){\frac {(y-f(x_{0}))^{k}}{k!}},}
де коефіцієнти {\displaystyle A_{k}} задаються рекурсивною формулою:
{\displaystyle A_{k}(x)={\begin{cases}A_{0}(x)=x\\A_{n+1}(x)={\frac {A_{n}'(x)}{F'(x)}}\end{cases}}}